# Векличев, Георгий Иванович
Георгий Иванович Векличев (1898 — 8 января 1938) — советский военный деятель, член Военного совета НКО СССР, армейский комиссар 2-го ранга.

## Биография
В 1918 вступил в РКП(б). С 1919 начальник военно-политической школы, помощник командира и начальник политотдела 80-й стрелковой дивизии. С 1923 начальник политотдела 80-й стрелковой дивизии, с 1929 помощник командира 6-го стрелкового корпуса по политчасти. В 1930—1936 начальник Политуправления Московского военного округа.
26 января—10 февраля 1934 года делегат XVII съезда ВКП(б) с решающим голосом.
С 1936 — начальник Политуправления Северо-Кавказского военного округа. Член Военного совета при наркоме обороны СССР. Армейский комиссар 2-го ранга.
7 июня 1937 арестован. 8 января 1938 приговорён Военной коллегией Верховного суда СССР к высшей мере наказания. Расстрелян в тот же день. 7 июля 1956 посмертно реабилитирован.
Жена — Зинаида Михайловна Векличева (1900 г.р.) в мае 1938 года была осуждена как член семьи изменника Родины к восьми годам лагерей.

## Награды
- Орден Красного Знамени (1933)